# Pachyagrotis tischendorfi
Pachyagrotis tischendorfi är en fjärilsart som beskrevs av Rudolf Püngeler 1925. Pachyagrotis tischendorfi ingår i släktet Pachyagrotis och familjen nattflyn. Inga underarter finns listade i Catalogue of Life.